# Birr (Irlande)
Pour les articles homonymes, voir Birr (homonymie).
Birr (Biorra en Irlandais) est une ville des Midlands située dans le Comté d'Offaly en Irlande.
Auparavant, la ville était appelée Parsonstown, d'après le nom de la famille Parson.
Birr est située au confluent des rivières Camcor et Little Brosna.
La ville est le siège d'un ancien marché régional et une ville de garnison depuis le XVIIe siècle.

## Histoire
Brendan de Birr fonda à Birr un monastère connu pour la production de l'évangéliaire de Macregol, manuscrit enluminé dont le nom fait référence à son auteur, l'abbé Macregol, mort en 822. Ce manuscrit passe en Angleterre avant la fin du Xe siècle, il est maintenant conservé à la bibliothèque Bodléienne, à Oxford. Le Synode de Birr qui s'est tenu en 697 a établi le Cáin Adomnáin, ou loi des innocents, qui protégeait les non combattants en temps de guerre.
La ville, quant à elle, est un vieux marché. La première garnison installée date des années 1620.
Birr a reçu le label Irish Heritage Town pour la mise en valeur du patrimoine architectural Géorgien.
La commune a abrité un télescope qui fut, pendant 75 ans, le plus grand du monde. Construit par William Parsons, troisième comte de Rosse, et achevé en 1839, l'instrument fut surnommé le Léviathan de Parsonstown.

## Lieux et monuments

### Le Château
C'est la résidence des comtes de Rosse.
Les jardins du château de Birr présentent les plus hautes haies de buis du monde.

### Birr Court House

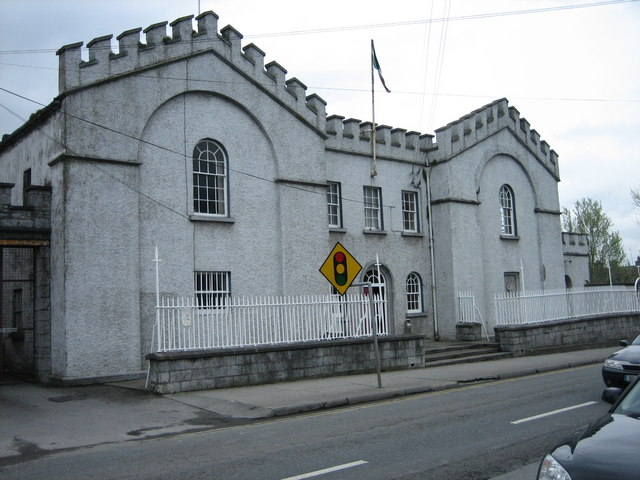
Birr Court House.

Birr Court House, construit vers 1830, est un palais de justice à deux niveaux, situé sur Townsend St. Au fil des années, le bâtiment a servi de prison, de tribunal et de bureaux pour le conseil du comté. Le palais de justice a depuis fermé ses portes ; il est maintenant vide.

## Personnalités de la ville
- William Parsons, astronome
- Mary Rosse, photographe